# 小行星4815
小行星4815（4815 Anders）是一颗绕太阳运转的小行星，为主小行星带小行星。该小行星于1981年3月2日发现。

## 轨道参数
小行星4815的轨道半长轴为2.3606606 UA，离心率为0.136。